# Wikon
Wikon es una comuna suiza del cantón de Lucerna, situada en el distrito de Willisau. Limita al norte con la ciudad de Zofingen, al este con las comunas de Bottenwil (AG) y Wiliberg (AG), al sur con Reiden, y al oeste con Brittnau (AG).